# Абатството Нортангър
„Абатството Нортангър“ (на английски: Northanger Abbey) е роман на английската писателка Джейн Остин. Първоначално наречен „Сюзън“, романът е завършен първи (1798 – 1799 г.), но публикуван последен (заедно с „Доводите на разума“ през 1818 г.) През 1803 г. Хенри Остин го продава на лондонското издателство „Кросби“ за 10 лири, но след като те не го публикуват, го откупва обратно за същата сума няколко години по-късно.
На български романът е публикуван през 2003 г. 

## Основни герои
- Катрин Морланд – 17 г. – главната героиня, скромна, наивна и непретенциозна, добронамерена и открита; любителка на готически романи, които са оформили мирогледа ѝ.
- Джеймс Морланд – по-голям брат на Катрин, студент и приятел на Джот Торп.
- Хенри Тилни – образован свещеник, около 25 г., по-младият син на генерал Тилни. Саркастичен и интелигентен, доброжелателен спрямо Катрин.
- Джон Торп – груб и арогантен, с високо самомнение и абсолютно пренебрежение към другите.
- Изабела Торп – по-малката сестра на Джон. Комбинативна, двулична и меркантилна.
- Генерал Тилни – строг и взискателен генерал от запаса; всява респект и дори страх с внушителното си присъствие; баща на Фредерик, Хенри и Елинор.
- Елинор Тилни – сестра на Хенри Тилни; приятна и образована, но самотна и меланхолична.
- Кап. Фредерик Тилни – по-големият брат на Хенри и наследник на имението Нортангър. Армейски офицер със съмнителен морал.
- Мистър и мисис Алън – богати и добронамерени съседи на сем. Морланд.

## Сюжет
Внимание:  Текстът по-долу разкрива сюжета на произведението (или части от него)!
Седемнадесетгодишната Катрин Морланд е едно от десетте деца на провинциален свещеник. Семейството ѝ е средна ръка с ограничени материални възможности. Катрин прекарва по-голямата част от времето си в четене на готически романи, които формират мирогледа ѝ, и е особено впечатлена от „Мистериите на Удолфо“ от Ан Радклиф.
Катрин заминава със сем. Алън в Бат за зимния сезон, където среща с чаровния и остроумен Хенри Тилни. Чрез позната на мисис Алън, Катрин се сприятелява с Изабела Торп. По стечение на обстоятелствата братът на Изабела, Джон Торп, е съученик на по-големия брат на Катрин, Джеймс.
Джеймс и Джон пристигат в Бат. Джеймс и Изабела прекарват голяма част от дните заедно и Катрин е принудена да бъде в компанията на Джон, който се оказва арогантен, груб и с високо самочувствие.
Хенри Тилни се появява отново, този път със сестра си Елинор и баща си генерал Тилни. Изабела и Джон се противопоставят на приятелството на Катрин със семейство Тилни, тъй като виждат в Хенри конкурент на Джон за сърцето на Катрин. Джон прави намеци за сватба на Катрин, но тя не им обръща внимание.
Джеймс и Изабела се сгодяват, но трябва да изчакат две години преди Джеймс да може да получи скромно наследство от баща си. Изабела е разочарована, тъй като е смятала сем. Морланд за много по-състоятелно, но пред Катрин се преструва, че разочарованието ѝ е от забавянето на сватбата. Джеймс заминава да купи годежен пръстен, а Изабела започва да флиртува с кап. Тилни, по-големия брат на Хенри. Катрин е объркана и не може да разбере поведението на приятелката си, докато за Хенри това не е изненада.
Сем. Тилни канят Катрин да им погостува в имението им Нортангър. Под натиска на готическите романи Катрин очаква абатството да бъде обгърнато в мистерия, пълно с непростими тайни и източник на вълнуващи преживявания. В действителност мястото е точно обратното – приятно и приканващо. Единственото личните стаи на покойната мисис Тилни са обгърнати в мистерия и Катрин бързо решава, че генералът трябва да е убил съпругата си и да крие ужасната тайна там. Водена от любопитството и въображението си, Катрин се вмъква в спалнята на мисис Тилни, където я сварва Хенри. С голяма неохота Катрин му признава съмненията си. Хенри е изключително ядосан на глупостта ѝ и обяснява, че баща му е обичал по собствен начин съпругата си и е бил покрусен от смъртта ѝ. Силно засрамена и разстроена, Катрин разбира, че книгите нямат нещо общо с живота и се страхува, че е загубила добрите чувства на Хенри.
Скоро след това Катрин разбира, че брат ѝ е развалил годежа с Изабела заради кап. Тилни и осъзнава двуличието на приятелката си. Ген. Тилни заминава за Лондон и в негово отсъствие Катрин, Хенри и Елинор прекарват няколко прекрасни дни. На Хенри му се налага да замине и в негово отсъствие генералът се завръща в лошо настроение. Веднага след това Катрин е помолена да напусне Нортангър и оставена да пътува сама.
Обратно при семейството си Катрин страда по Хенри и Елинор. Няколко дни по-късно Хенри пристига неочаквано с обяснение за случилото се. Ген. Тилни, подведен от Джон Торп за богатството на сем. Морланд, я кани в Нортангър с цел да я ожени за Хенри. В Лондон обаче генералът среща отново Джон, който, за да си отмъсти на Катрин, му казва, че Катрин всъщност няма пукната пара. Вбесен, генералът гони Катрин и забранява на Хенри да мисли за нея. Хенри обаче се противопоставя на баща си и признава на Катрин, че все още иска да се ожени за нея, въпреки несъгласието на баща си. Катрин, щастлива, приема. Елинор се сгодява за богат наследник, и впоследствие генералът разбира, че Катрин не е толкова бедна и се съгласява на брака ѝ с Хенри.

## Адаптации

### Телевизия
- Northanger Abbey (1987) с участието на Катрин Шлезингър и Питър Фърт.
- Northanger Abbey (2007) с участието на Фелисити Джоунс и Джей Джей Фийлдс.